# Rým
Rým je zvuková shoda koncových hlásek (v českém verši obvykle od samohlásky poslední rytmicky důrazné slabiky) na konci veršů nebo půlveršů.

## Funkce
- rytmická – určuje hranici verše, stvrzuje veršovou klauzuli, zdůvodňuje rytmický řád (vzestupnost, sestupnost apod.)
- eufonická – obohacuje a ovlivňuje eufonii verše
- významová – rým je obvykle pointa verše, spojuje souznějící slova a ukončuje tím verše

V češtině bývá jako norma považován rým dvojslabičný (na rozdíl např. od angličtiny, v níž je to rým jednoslabičný). Jednoslabičný rým je brán za normu jen tehdy, bývá-li rýmováno jen jednoslabičné slovo.

## Druhy

### Dle polohy přízvuku

#### Ženský rým
Poslední doba ve verši je nepřízvučná.

#### Mužský
Poslední doba ve verši je přízvučná.

### Dle zvukové shody

#### Úplný rým
U úplného rýmu (též nazývaného epiforický, identický, absolutní, homonymní) existuje zjednodušeně řečeno dokonalé souznění slov (krása – krása) nebo jejich konců (kořeny – mořeny, kolej – olej).
Viděl jsem já poblíž obce

pádit s kopce čtyři skopce

a za nima Skot,

prej mu utek skot,

čtyři bejci, jedna kráva,

teprv teď to smysl dává,

skopec není skot,

i když prorval plot.
(Hana, Noemi, Damián, náhodná tvorba cestou do školy: září 2018)
Úplný rým se dále dělí na bohatý a postačující.

#### Bohatý rým
Pro přesnější definici je nejprve nutno zavést pojem relativní začátek slova, což jsou všechny souhlásky před první samohláskou (např. slovo tradice – relativní začátek „tr“). Pokud slovo začíná samohláskou, relativní začátek nemá.
Bohatý rým je pak takový, ve kterém se rým tvořící slova vyjma svého relativního začátku shodují
- v počtu slabik,
- ve všech hláskách („i“ a „y“ se pro tento účel považují za shodná) a
- v délce samohlásek.

#### Postačující rým
Postačující rým (též nazývaný chudý nebo dostačující) je úplný rým, který není bohatým rýmem.
Dále se dělí na dobrý, obsažený, obstojný a dostatečný.

#### Dobrý rým
Dobrý rým je úplný rým, který splňuje pravidla bohatého rýmu s výjimkou délky samohlásek, např. bazén – vsazen.

#### Obsažený rým
Obsažený rým je úplný rým, který splňuje pravidla bohatého rýmu s výjimkou počtu slabik, z čehož vyplývá, že jedno slovo musí být celé obsaženo na konci druhého slova, např. seno – neseno, jeden – den.

#### Obstojný rým
Obstojný rým je úplný rým, který splňuje pravidla bohatého rýmu s výjimkou shody všech hlásek, např. palice – tradice, bukvice – udice.

#### Dostatečný rým
Dostatečný rým je úplný rým, který splňuje pouze jedno ze tří pravidel bohatého rýmu (jinými slovy porušuje libovolná dvě pravidla bohatého rýmu).
Příklady:
- Splněno pouze pravidlo počtu slabik, liší se některé hlásky a délka některých samohlásek – mohli bychom také říci, že jde o dobrý rým s porušeným pravidlem shody hlásek nebo obstojný rým s porušeným pravidlem délky samohlásek. Např. móres – dones.
- Splněno pouze pravidlo shody všech hlásek, liší se počet slabik a délka některých samohlásek – mohli bychom také říci, že jde o obsažený rým s porušeným pravidlem délky samohlásek nebo dobrý rým s porušeným pravidlem počtu slabik. Např. motá – dřímota.
- Splněno pouze pravidlo shodné délky samohlásek, liší se počet slabik a některé hlásky – mohli bychom také říci, že jde o obstojný rým s porušeným pravidlem počtu slabik nebo obsažený rým s porušeným pravidlem shody hlásek. Např. pila – kosila, býlí – posílí.

#### Neúplný rým

##### Překlenutý rým
Překlenutý rým je rým, v němž jedno z rýmovaných slov má na konci jednu nebo několik souhlásek navíc.
Dále se dělí na překlenutý bohatý a překlenutý postačující

###### Překlenutý bohatý rým
Překlenutý bohatý rým splňuje, až na koncové souhlásky navíc, pravidla bohatého rýmu, např. trouba – hloubat, pole – bolest.

###### Překlenutý postačující rým
Překlenutý postačující rým je překlenutý rým, který není překlenutým bohatým rýmem, tj. porušuje některá pravidla bohatého rýmu.
Obdobně jako postačující rým je možno ho dělit na dobrý, obsažený, obstojný a dostatečný.
Příklady:
- překlenutý dobrý rým: kosti – postím.
- překlenutý obsažený rým: bouře – pobouřen.
- překlenutý obstojný rým: houba – broukat.
- překlenutý dostatečný rým: dřímota – jinotaj, hodnot – záhodno, vytím – zasytí.

##### Grafický rým
U grafického rýmu (též nazývaného optický či vizuální) se rýmuje jen písemná podoba verše, slova se však obvykle vyslovují rozdílným způsobem. Tento rým se v češtině příliš nevyskytuje, v jiných jazycích (např. v angličtině) je poměrně hojný.
Our God, our help in ages past,

Our hope for years to come,

Our shelter from the stormy blast,

And our eternal home.
(Isaac Watts)

##### Lámaný rým
U lámaného rýmu je zvuková shoda slabik vytvořena rozdělením slov na konci jednoho verše a převedením druhé slovní části na začátek verše následujícího.
Vlak hvízdající melodi-

cky, to je námět pro ódy.

Vlak hvízdající jako špačí-

ček na sonet co námět stačí.
(Raymond Queneau, přeložili Bohumila Grögerová a Josef Hiršal)
První má kabát žlutý

druhý má pohled krutý

a stále vyšinutý-

ma kouká očima
(Jiří Suchý: Píseň o vyšinutém trpaslíkovi)

#### Asonance a konsonance
Asonance, též zvaná polorým, spočívá pouze v samohláskové shodě závěrečných slov verše, bez ohledu na souhlásky.

### Dle rozmístění veršů v rámci strofy

#### Obkročný rým
V obkročném rýmu se rýmuje první verš se čtvrtým a druhý se třetím (schéma abba).
Nic, tato pěna, cudný rým,

jen, abych vytkl hlavní body,

tak mizí střemhlav na dně vody

houf sirén, jenž si ztropil šprým.
(Stéphane Mallarmé, přeložil Vítězslav Nezval)

#### Postupný rým
Obdoba střídavého rýmu, schématem je abc abc.
V poklidu, zapředeném

v svit tmy, plující splavem,

vše sněží a vše splývá.

Proč na vás zapomenem

sny naše, v jitru plavém,

jež do oken se dívá?
(Josef Hora: Zapomenutí)

#### Přerývaný rým
V přerývaném rýmu se shodují pouze sudé verše, liché se nerýmují, schématem je abcb (případně též abca).
Hajej, dadej, můj synáčku

s zelenými vlásky!

Nevdala se tvá matička

ve příbytek lásky.
(Karel Jaromír Erben: Vodník)

#### Sdružený rým
Jako sdružený rým se označuje shoda slabik na konci dvou sousedních veršů, odpovídajícím schématem je aabbcc.
Velké, širé, rodné lány,

jak jste krásny na vše strany,

od souvratě ku souvrati

jak vás dnes to slunko zlatí!
(Josef Václav Sládek: Velké, širé, rodné lány)

#### Střídavý rým
Střídavý rým používá shodu slabik na konci prvního a třetího a druhého a čtvrtého verše, takže mu odpovídá schéma abab.
Ti vládci blankytu, jen postaveni na zem,

hned neohrabaní a plni ostychu,

svá křídla veliká jak vesla spustí rázem

a zplihlá po bocích je vlekou potichu.
(Charles Baudelaire, překlad Svatopluk Kadlec)

#### Tirádový rým
Tirádový rým vytrvale opakuje stejnou shodu slabik, schématem je aaaa.
V hlubokosti uctivosti

s hroznou horlivostí

k veliké slavnosti

namáhám se dosti

ve své výřečnosti
(Karel Havlíček Borovský: 19. března 1845)